# Così e cosà
Così e cosà è una canzone del duo hip hop italiano Articolo 31. Il brano è il quinto ed ultimo singolo estratto dall'album Così com'è del 1996.
Il brano è quasi interamente basato su un campionamento del brano Gianna di Rino Gaetano, che gli Articolo 31 avevano già campionato in precedenza per il brano Ohi Maria.

## Tracce
1. Così e cosà (rmx '97)
2. Così mi tieni
3. Così e cosà (rmx '97 strumentale)
4. Così mi tieni (strumentale)

## Classifiche
| Classifica (1997) | Posizione massima |
| ----------------- | ----------------- |
| Italia            | 9                 |